# Kleinkunst
Kleinkunst is een vorm van podiumkunst.

## Nederland
Het begrip komt in Nederland grofweg overeen met cabaret maar wordt ook wel gebruikt voor verwante vormen van theater zoals het luisterlied en de musical. Het element klein- in de naam wordt door sommigen als neerbuigend ervaren; anderen beschouwen het als een neutrale verwijzing naar het intieme, vaak gevoelige karakter van deze theatervorm.
De naam werd al gebruikt door Jean-Louis Pisuisse die zijn Nederlandse equivalent van het Franse cabaret-artistique betitelde als intieme kleinkunst. Ook in Duitsland is Kleinkunst een synoniem voor cabaret. 
Sinds de oprichting van de Amsterdamse Academie voor Kleinkunst in 1960 is het woord in Nederland de meest gangbare verzamelnaam voor dergelijke theatervormen. Voor die tijd sprak men meestal van variété.
Een beoefenaar/ster van de deze theatervorm is een artiest(e).

## Vlaanderen
In Vlaanderen wordt de term kleinkunst vooral gebruikt voor zangers en muziekgroepen die zingen in het Nederlands, met een eenvoudig, meestal akoestisch instrumentarium. Dit in tegenstelling tot rock, een stijl waarmee eerder het Engels wordt geassocieerd en een uitgebreidere, versterkte bezetting. 
In kleinkunstnummers ligt de nadruk op de tekst, die vaak maatschappijkritisch is. Het genre kan vergeleken worden met het Franstalige chanson van onder andere Jacques Brel en heeft veel invloeden uit de volksmuziek. Sinds de oprichting in 1966 van een afdeling kleinkunst aan de Antwerpse Studio Herman Teirlinck (onderdeel van de Artesis Hogeschool Antwerpen) kwam kleinkunst in de jaren 70 in opkomst. 
Voorbeelden van Vlaamse kleinkunstartiesten zijn: Zjef Vanuytsel, Hugo Raspoet, Jan De Wilde, Louis Neefs, Willem Vermandere, Johan Verminnen, Kris De Bruyne en Wim De Craene. De "Nestor van de Vlaamse kleinkunst" was Miel Cools. 
Typische Nederlandse kleinkunstenaars zijn Boudewijn de Groot, Wim Sonneveld en Herman van Veen.

## Festivals
- Amsterdams Kleinkunst Festival
- Cameretten
- Groninger Studenten Cabaret Festival
- Leids Cabaret Festival
- Uitmarkt
- De Parade
- Nekka-Nacht
- Na Fir Bolg